# Diecezja Pingliang
Diecezja Pingliang (łac. Dioecesis Pimliamensis, chiń. 天主教平凉教区) – rzymskokatolicka diecezja ze stolicą w Pingliang w prowincji Gansu, w Chińskiej Republice Ludowej. Biskupstwo jest sufraganią archidiecezji Lanzhou.

## Historia
25 stycznia 1930 papież Pius XI brewe Longinquis in regionibus erygował prefekturę apostolską Pingliang. Dotychczas wierni z tych terenów należeli do wikariatu apostolskiego Qinzhou (obecnie diecezja Qinzhou). 24 czerwca 1950 prefekturę podniesiono do rangi diecezji.
Od zwycięstwa komunistów w chińskiej wojnie domowej w 1949 diecezja, podobnie jak cały prześladowany Kościół katolicki w Chinach, nie może normalnie działać. Bp Ignacio Gregorio Larrañaga Lasa OFMCap został wydalony z kraju. Kolejny znany biskup, konsekrowany w 1987 Philippe Ma Ji, lata 1955 - 1957 i 1965 - 1979 spędził w więzieniach i obozach pracy. Jego sakra była uznana zarówno przez Stolicę Apostolską jak i rząd w Pekinie. W 1996 wyświęcił potajemnie Nicholasa Hana Jide, który został jego następcą. Han Jide został uznany również przez rząd.

## Ordynariusze

### Prefekt apostolski
- Ignacio Gregorio Larrañaga Lasa OFMCap[5] (1930 - 1950)

### Biskupi
- Ignacio Gregorio Larrañaga Lasa OFMCap (1950 - 1975) de facto wydalony z kraju nie miał realnej władzy w diecezji[1]
- sede vacante (być może urząd sprawował biskup(i) Kościoła podziemnego) (1975 - 1987)
- Philippe Ma Ji (1987 - 1999)
- Nicholas Han Jide (1999 - nadal)